# École inter-États des sciences et médecine vétérinaires de Dakar
L'École Inter-États des Sciences et Médecine Vétérinaires de Dakar (EISMV) est une école vétérinaire située à Dakar, au Sénégal.
Actuellement l'EISMV rassemble 14 États membres qui participent à son budget de fonctionnement : le Bénin, le Burkina Faso, le Burundi, le Cameroun, la Côte d'Ivoire, la République du Congo, le Gabon, la Mauritanie, le Niger, la République centrafricaine, le Sénégal, le Tchad, le Togo et le Mali.

## Historique
L'idée de créer une école vétérinaire pour les États d'Afrique francophone a été lancée en 1961 et s'est concrétisée en 1968 avec la création de l'EISMV, qui compte aujourd'hui 14 pays membres. Lors des Journées médicales de Dakar en 1961, l'idée de créer une faculté vétérinaire à l'Université de Dakar a été proposée, à la suite d'une consultation d'experts FAO/OMS à Londres en 1960. Le Sénégal a étudié le projet en 1963, menant à une réunion internationale à Dakar en 1965 avec 14 États, 6 universités et 8 organisations internationales.
Après diverses recommandations et résolutions, le Sénégal a décidé le 20 juin 1966 d'ouvrir une année préparatoire aux études vétérinaires à l'Université de Dakar en octobre 1967. En octobre 1968, la première année vétérinaire a débuté à l'Institut des Sciences et Médecine Vétérinaires de l'Université de Dakar. Initialement prévu pour devenir une faculté inter-États, l'institut a évolué en janvier 1971 avec la création de l'EISMV par la Conférence des Chefs d'États et de Gouvernement de l'OCAM à Ndjaména.
En 1971, l'institut vétérinaire est devenu une institution spécialisée de l'OCAM, gagnant progressivement en autonomie administrative et financière. Cette évolution s'est accélérée en juillet 1976 avec la nomination du Professeur Ahmadou Lamine NDIAYE comme premier directeur africain. De 1968 à 1976, l'établissement était dirigé par le Professeur Jean FERNEY de l'assistance technique française. L'école est administrée par un Conseil d'administration regroupant les ministres des États membres, qui se réunit chaque année avec des experts des services de l'élevage et/ou de l'enseignement supérieur. Depuis décembre 2015, il est dirigé par Pr Yalacé Yamba KABORET qui est est réélu pour un nouveau mandat de cinq depuis depuis décembre 2020
Avec la dissolution de l'OCAM en mars 1985, le Conseil d'administration est devenu l'instance suprême de l'institution. Le gouvernement sénégalais a signé un accord de siège avec l'EISMV. Institut de coopération interafricaine, l'EISMV bénéficie également de l'appui international, notamment de la France, la Belgique, le Canada, l'Italie, l'Allemagne et le Nouveau-Brunswick. L'EISMV est ouverte à tous les États africains signataires de la convention ou qui y adhèrent, et compte actuellement 14 pays membres. Depuis sa création jusqu'au 31 décembre 2022, l'EISMV a formé 1695 vétérinaires originaires d'Afrique de l'Ouest, d'Afrique Centrale, de Madagascar et de France,,,

## Missions de l'école
L’EISMV de Dakar a pour missions de former des docteurs vétérinaires, de réaliser des formations continues, d’apporter l’expertise et autres prestations de service aux États membres.
L’école a une double vocation d’enseignement et de recherche. Elle dispense un enseignement supérieur vétérinaire répondant au profil du vétérinaire en Afrique. Cet enseignement est constitué par l’ensemble des connaissances indispensables à tous les vétérinaires, c’est-à-dire tout ce qui concerne la santé et les productions animales, la conservation et l’exploitation des animaux, notamment la zootechnie, l’hygiène, la médecine, la chirurgie et la pharmacie des animaux domestiques, ainsi que le contrôle et l’utilisation des produits d’origine animale, y compris les produits de la pêche.
L’EISMV propose également des formations continues et post-universitaires.
- Diplôme délivré : Diplôme d’État de Docteur Vétérinaire : durée de la formation : 7 ans : 2 années préparatoires + 4 ans d’études vétérinaires + 1 an de rédaction de la thèse de doctorat
- Régime de l’école : l’école est ouverte à tous les états africains, membres ou non qui participent à son fonctionnement. Le conseil d’administration a fixé, compte tenu de la progression des effectifs, un quota d’admission de quatre places pour chacun des états membres en première année.

Dès l’année préparatoire, les élèves étrangers doivent être envoyés par leur gouvernement et boursiers. Les élèves sénégalais en année préparatoire sont soumis aux mêmes critères de bourse que les étudiants des autres facultés.
À partir de la première année, tous les élèves sont boursiers (bourses d’origine diverses) et logés à l’école ou en cité universitaire ou reçoivent une indemnité de logement.
Les conditions d'admission en année préparatoire est d'avoir passé avec succès un bac S1, S2 ou un titre admis en équivalence. Pour entrer en première année d’études vétérinaires le titulaire du CPEV (Certificat préparatoire aux Études vétérinaires) est passé en fin d’année préparatoire (2 sessions), ou du DUES complet.

## Formation et matières enseignées
L’enseignement à l’école vétérinaire est un enseignement à plein temps qui comprend des enseignements théoriques, pratiques, dirigés et des stages.
En année préparatoire, la durée des enseignements est de 620 h réparties en différentes matières :
- Mathématiques ;
- Statistiques ;
- Chimie physique ;
- Chimie organique ;
- Physique ;
- Biologie animale ;
- Zoologie ;
- Biologie et physiologie végétales.

Dans les 1re, 2e, 3e et 4e années : l’enseignement est donné dans deux départements (biologie et productions animales, santé publique et environnement). Les enseignements sont les suivants :
- Pharmacie Toxicologie – Chimie biologique ;
- Physique médicale – Chimie biologique ;
- Anatomie – Histologie – Embryologie ;
- Physiologie – Pharmacodynamie Thérapeutique ;
- Parasitologie – Maladies parasitaires – zoologie ;
- Pathologie médicale – Anatomie pathologique – Clinique ambulante ;
- Hygiène et industrie des denrées alimentaires d’origine animale ;
- Pathologie de la reproduction – Chirurgie ;
- Pathologie générale – Microbiologie – Immunologie Pathologie infectieuse ;
- Zootechnie – Alimentation – Droit – Économie ;
- économie – gestion ;

Pendant les vacances, les élèves effectuent des stages dans les services d’élevage et de l’industrie animale de leur pays d’origine dès la fin de la 1re année.
Les stages « cliniques » commencent en 3e année (l’école a une clinique dans ses locaux, une autre à proximité des abattoirs de Dakar et une ferme annexée a été construite).
Un seul redoublement est autorisé pendant le premier cycle et un seul pendant le 2e cycle.

## Débouchés
Le vétérinaire, expert en médecine et chirurgie animale, intervient auprès de diverses espèces, qu'elles soient d'élevage (bovins, porcs...) ou de compagnie (chiens, chats...). Sa profession, variée et multidimensionnelle, couvre plusieurs domaines, notamment la santé et la protection des animaux, la sécurité sanitaire des aliments, la santé publique, ainsi que la préservation de la faune et de l'environnement.
Ce professionnel peut se spécialiser dans différents secteurs et exercer dans des environnements publics ou privés : cliniques vétérinaires, centres d'urgence, ou en tant qu'indépendant dans des cabinets privés. Il peut aussi travailler dans des élevages, des usines de production d'aliments pour animaux, ou dans l'industrie pharmaceutique et agroalimentaire, contribuant à la fabrication de médicaments, d'aliments pour animaux, ou en marketing, support technique et commercial, pharmacovigilance, ou contrôle qualité. De plus, les vétérinaires peuvent intervenir dans des parcs zoologiques et naturels, des universités et centres de recherche, ou encore au sein d'organismes de contrôle de la santé animale, du bien-être animal, ou de certification des productions zootechniques et agroalimentaires.
Services publics et parapublics (hiérarchie A – indice 1700-3580) ou secteur privé : on peut noter entre autres débouchés : pharmacies vétérinaires – industries de la viande, du lait, du miel, des œufs, du poisson et des produits halieutiques – les industries de fabrication des aliments de bétail – les cabinets vétérinaires – encadrement des éleveurs et des promoteurs - enseignement et recherche. Spécialisations : après les études, selon les besoins des États, des spécialisations courtes à l’étranger peuvent être envisagées.

## Directeurs
Les Directeurs de l’EISMV depuis sa création :
- Pr Jean FERNEY, nationalité     française jusqu’en 1976[10]
- Pr Ahmadou Lamine NDIAYE, nationalité sénégalaise, ¬1976-1986[11]
- Pr Alassane SERE, nationalité     burkinabée, 1986-1994
- Pr François Abédayo ABIOLA, nationalité béninoise, 1994-2005[12]
- Pr Louis Joseph PANGUI, nationalité congolaise, 2005-2015[13]
- Pr Yalace     KABORET, nationalité burkinabée, depuis 2015[14]